# Leland D. Melvin
Leland Devon Melvin (Lynchburg, Estados Unidos, 15 de febrero de 1964) es un ingeniero estadounidense y ex-astronauta de la NASA. Sirvió a bordo del transbordador espacial Atlantis como especialista de misión en STS-122, y como especialista de misión 1 en STS-129. Melvin fue nombrado Administrador Asociado de la NASA para la Educación en octubre de 2010.

## Biografía
Melvin asistió al Heritage High School y luego a la Universidad de Richmond con una beca de fútbol americano, donde obtuvo su Grado en Química. En 1991, recibió su Master en Ingeniería de Ciencia de los Materiales por la Universidad de Virginia. 
Su padres, Deems y Grace Melvin, residen en Lynchburg, Virginia. 
Sus intereses recreativos incluyen la fotografía, el piano, la lectura, la música, el ciclismo, el tenis y el snowboard. 
Melvin como un juez invitado en el desafió eliminador del episodio 12.º de Top Chef (temporada 7), con sus perros en la séptima temporada de El encantador de perros, y fue el presentador de Child Genius (temporada 1 y 2).
Es el presidente Spaceship Earth Grants, una corporación de beneficio público cuya misión es hacer al espacio accesible a través de vuelos espaciales tripulados y premios de vuelos parabólicos para solicitantes individuales.

## Carrera en el fútbol americano
Melvin era receptor abierto en el equipo de fútbol americano de la Universidad de Richmond en 1982–85. Melvin es el primero en la lista de carreras de la Universidad de Richmond con 198 recepciones para 2,669 yardas (2,441 m), y el cuarto en la lista de recepciones de touchdown de Richmond con 16. Recibió una mención honorífica de la selección All-America en 1984 y 1985 y el segundo equipo de Apple Academic All-America en 1985. 
Capitán del equipo durante la temporada de su último año, Melvin tuvo su mejor año en 1985, con 65 capturas para 956 yardas (847 metros) y ocho touchdowns. Su mejor juego fue en 1984 contra la Universidad James Madison, cuando hizo 10 capturas para 208 yardas (190 metros) y un touchdown. 
Melvin atrapó al menos un pase en cada juego que jugó como un Richmond Spider (39). 
Estuvo en el Salón de la Fama Atlético de la Universidad de Richmond Clase de miembros de 1996–97 y fue seleccionado para el Equipo All-UR Stadium en 2009, el cual comnemora a los mejores Spiders que han jugado en el estado en sus 81 años de historia.
Melvin fue escogido por los Detroit Lions en la 11.ª ronda de la Draft de la NFL de 1986 como receptor abierto. Durante el campamento de entrenamiento, le dio un tirón en un tendón de la corva y se liberó del equipo.
Se unió a los Dallas Cowboys en la siguiente primavera pero sufrió un tirón en un tendón de la corva por segunda vez, terminando oficialmente así su carrera en el fútbol americano profesional. También participó en el campamento de fútbol americano de los Argonautas de Toronto.

## Carrera en la NASA
Melvin comenzó a trabajar en la rama de Ciencias de evaluación no destructiva en el Centro de investigación de Langley de la NASA en 1989. Sus responsabilidades incluían el uso de sensores de fibra ópitca para medir la tensión temperatura, y el daño químico tanto en estructuras de compuestas como metálicas. En 1994, fue seleccionado líder del equipo de Monitoreo del estado del vehículo para el programa Vehículo Reutilizable de Lanzamiento para la cooperativa NASA/ Lockheed Martin X-33. En 1996, codiseñó y supervisó construcción de una instalación de evaluación óptica no destructiva capaz de producir sensores de fibra óptica en línea.
Seleccionado como astronauta en junio de 1998, Melvin comenzó su entrenamiento en agosto de 1998. Desde entonces, ha sido asignado a la Oficina de Operaciones de la Estación Espacial Astronauta, y al Departamento de Educación en la sede central de la NASA, Washington D. C. Como codirector del Programa Educador Astronauta de la NASA, Melvin ha viajado a través del país, hablando de exploración espacial con profesores y alumnos, promoviendo la ciencia, la tecnología, la ingeniería y las matemáticas. Después, trabajó en la rama de Robótica de la Oficina de Astronautas. En octubre de 2010, Melvin fue nombrado como administrador asociado de la Oficina de Educación. Como a administrador asociado, Melvin era responsable del desarrollo e implementación de los programa de educación de la NASA que despiertan el interés en la ciencia y tecnología y aumentan la conciencia pública en las metas y misiones de la NASA. Se jubiló de la NASA en febrero de 2014.
Melvin voló en dos misiones en el transbordador espacial Atlantis: como un especialista de misión en STS-122, y como especialista de misión 1 en STS-129.
STS-122 (7 de febrero a 20 de febrero de 2008) fue la 24.ª misión lanzadora para visitar la Estación Espacial Internacional. El punto culminante de la misión era la entrega e instalación del Laboratorio Columbus de la Agencia Espacial Europea. Los tripulantes necesitaron tres paseos espaciales para preparar el Laboratorio Columbus para su trabajo científico y para reemplazar un tanque de nitrógeno gastado en el P-1 Truss de la Estación. El STS-122 también fue una misión de reemplazo de la tripulación, entregando al Ingeniero de vuelo de la Expedición 16, el astronauta de la ESA Léopold Eyharts, y regresando a casa con el Ingeniero de vuelo de la Expedición 16, el astronauta de la NASA Daniel Tani. La misión STS-122 se realizó en 12 días, 18 horas, 21 minutos y 40 segundos, y recorrió 5,296,832 millas terrestres en 203 órbitas terrestres.
El STS-129 (16 de noviembre al 29 de noviembre de 2009) fue el 31.º vuelo lanzadera a la Estación Espacial Internacional. Durante la misión, la tripulación entregó dos Express Logistics Carriers (ELC racks) a la Estación Espacial Internacional, cerca de 30,000 libras de piezas de repuesto para sistemas que proporcionan energía a la estación, evitan que se sobrecalienten, y mantienen la orientación adecuada en el espacio. La misión también contó con tres paseos especiales. La misión STS-129 se completó en 10 días, 19 horas, 16 minutos y 13 segundos, viajando 4,5 millones de millas en 171 órbitas, y regresó a la Tierra trayendo de vuelta a la astronauta de la NASA, Nicole Stott, después de su período de servicio a bordo de la estación espacial.

Melvin ha registrado más de 565 horas en el espacio.

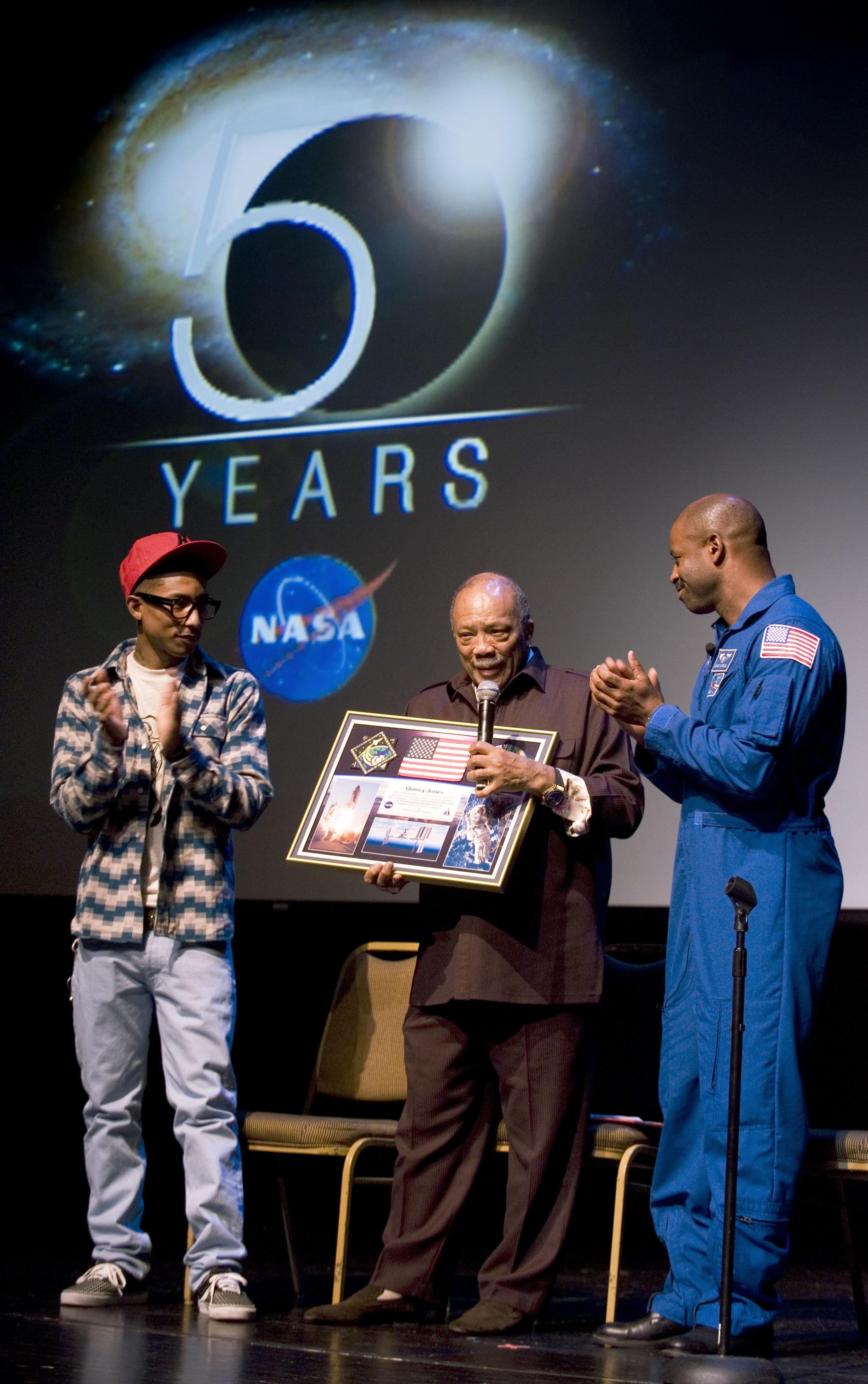
Leland Melvin y Pharrell Williams presentan un montaje a Quincy Jones.
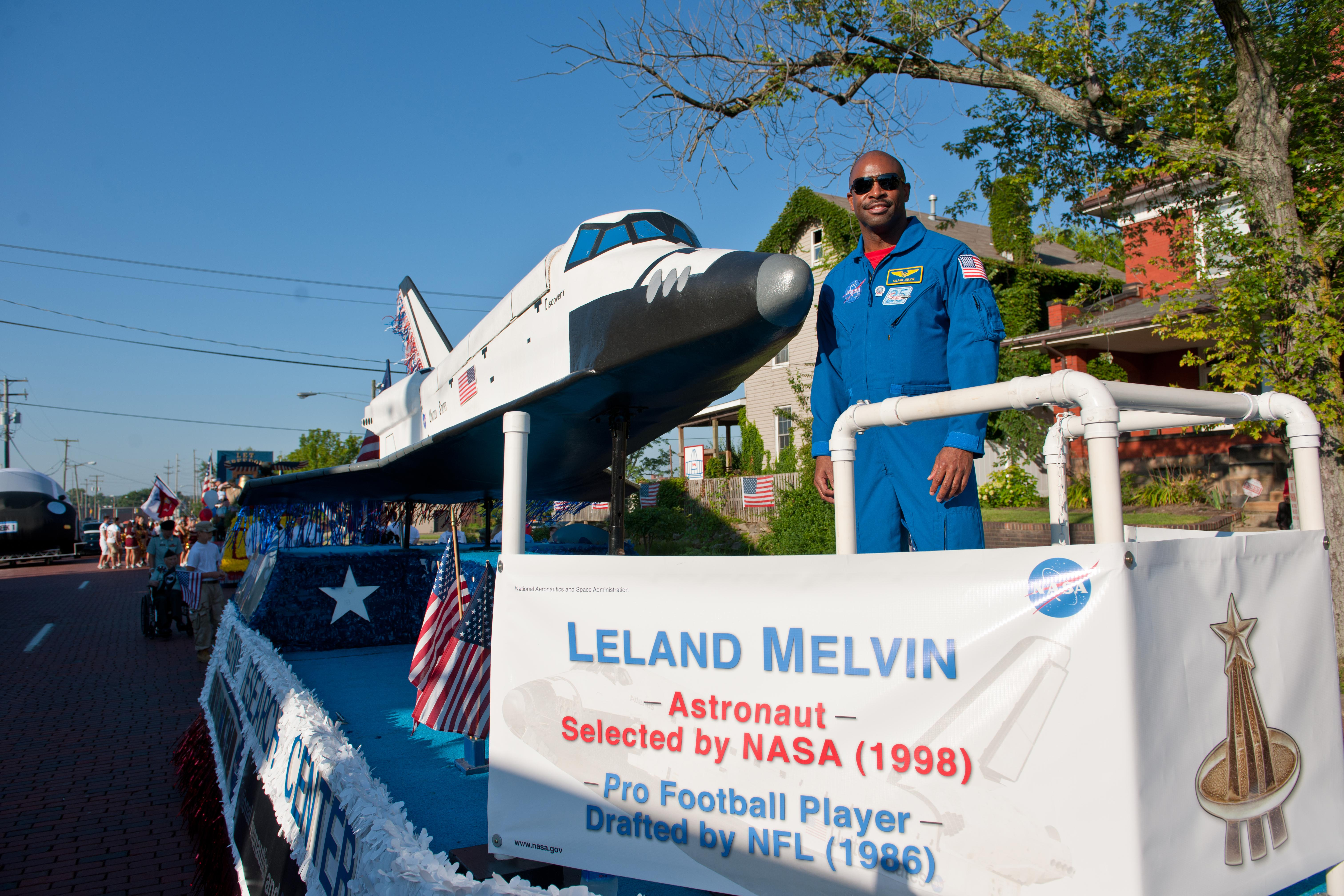
Melvin en el flotador del Centro de Investigación Glenn de la NASA durante el Festival de Salón de la Fama del Fútbol Pro 2010, el Gran Desfile de Timken.
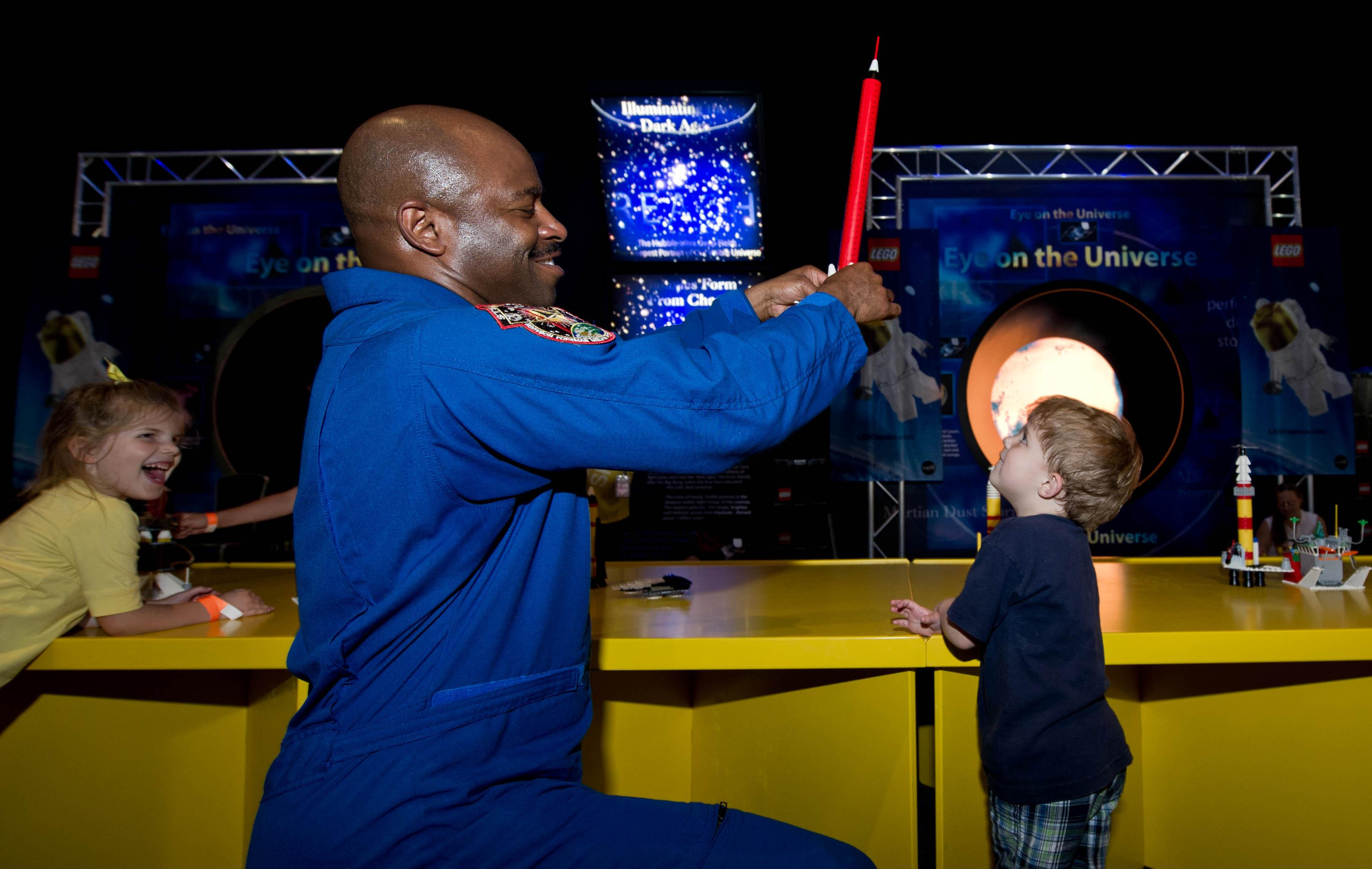
Melvin, en el centro, dispara un cohete para los jóvenes participantes en el evento 'Construye el futuro' patrocinado por LEGO en el Complejo para visitantes del Centro Espacial Kennedy.
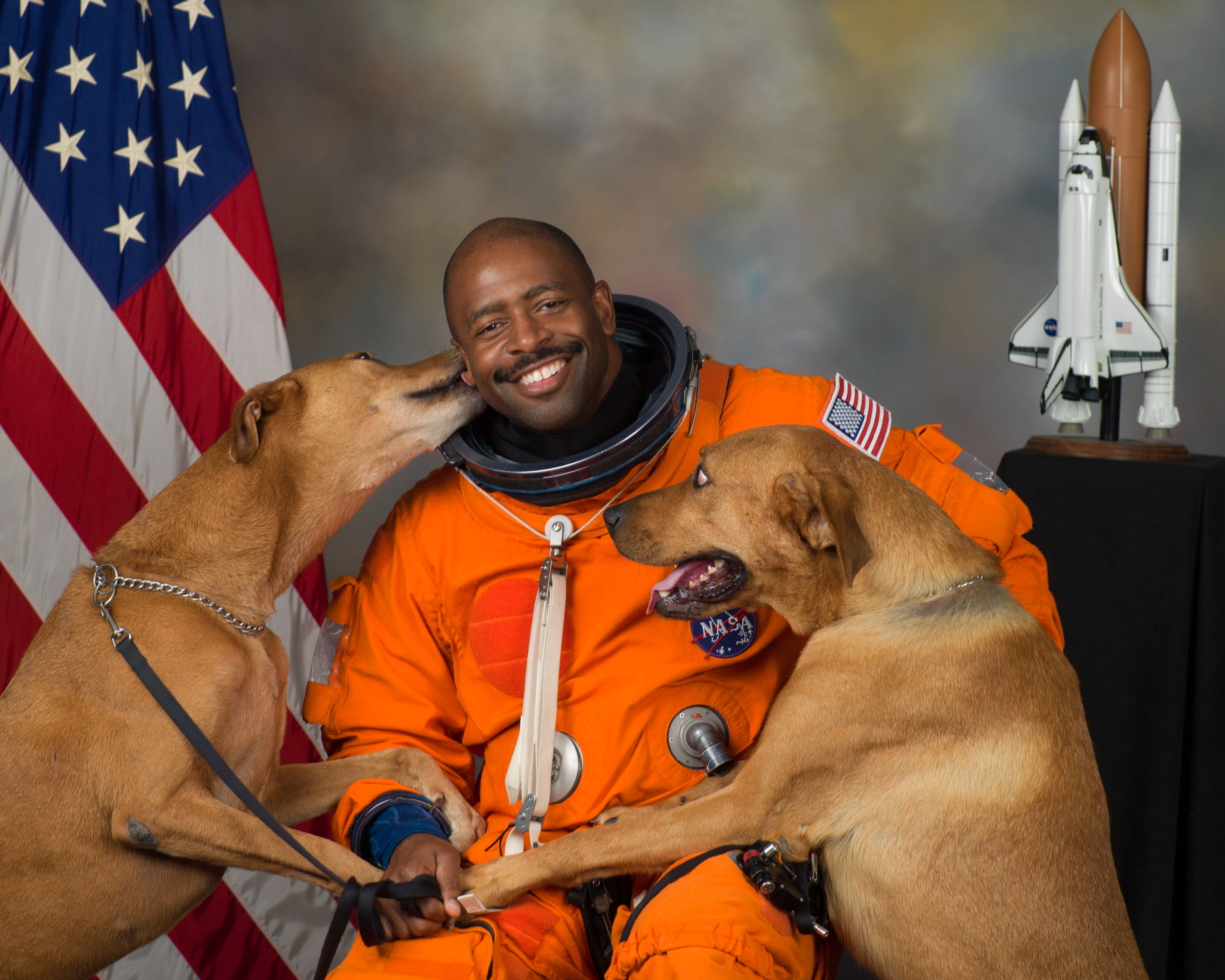
Melvin y sus perros
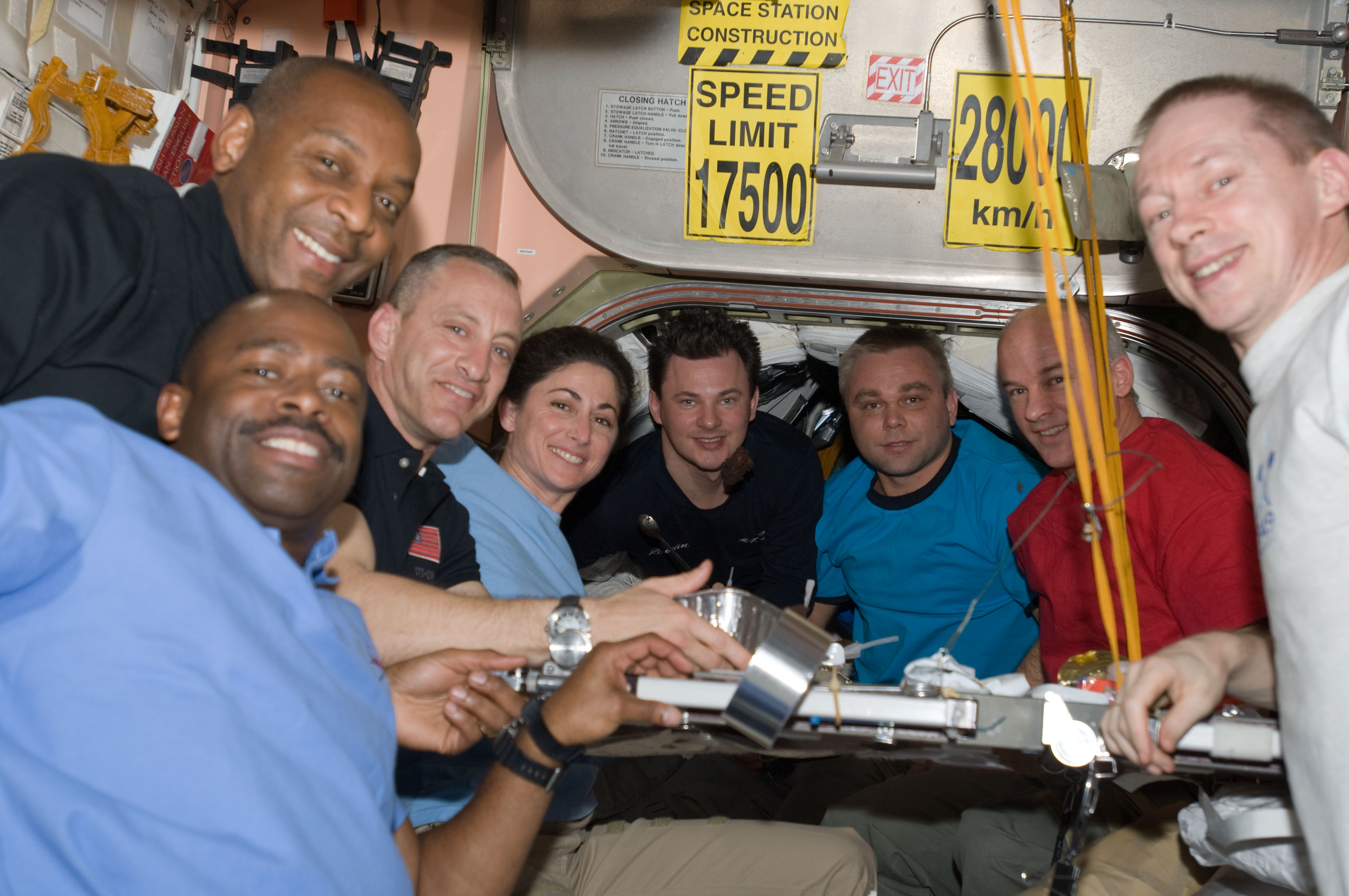
Los miembros de la tripulación de la STS-129 en el Nodo 1